# Lidia Mirchandani
Lidia Mirchandani Villar (28 de julio de 1976, Santa Cruz de Tenerife) es una jugadora española de baloncesto que militó entre otros en el CB Islas Canarias, Ros Casares Valencia y CB Conquero.
Fue internacional en 34 ocasiones con la selección española con la cual obtuvo la medalla de Bronce en el Eurobasket 2001 celebrado en Francia.

## Palmarés con la selección española
- Eurobasket 2001 ( Francia)